# Euproctis pulverea
Euproctis pulverea este un gen de molii din familia Lymantriinae. Se găsește în Japonia, Coreea și Taiwan.
Larvele se hrănesc pe Eurya japonica⁠(d), prunus și speciile de trandafir.

## Taxonomie
O a doua specie cu același nume este inclusă în prezent în acest gen care a fost descris în 1900 de către Hampson (Euproctis pulverea), găsită în insula Crăciunului din  Australia. Nici un nume alternativ nu a fost încă atribuit acestei specii.

## Legături externe
- en Baza de date a genului Lepidoptera la Muzeul de istorie naturală